# Neutres
Les Neutres sont une tribu autochtone iroquoienne très peu connue car ils étaient reconnus pour être neutres dans les conflits présents à l’arrivée des colons européens. Ils habitaient dans le sud-ouest de l'Ontario, et, par-delà la rivière Niagara, dans l'ouest de l'État de New York. Leur nom leur a été donné par Samuel de Champlain, puisqu’en 1615, ils étaient en paix avec les Hurons et les Cinq-Nations. Eux-mêmes se nommaient Chonnonton, ce qui signifie « Peuple du chevreuil ». On retrouve encore aujourd’hui plusieurs objets et outils provenant de leurs villages. 

## Organisation sociale
Les Neutres vivent principalement grâce à l’agriculture. Ils cultivent du maïs, des haricots et des courges. Cette agriculture représente environ 80 % de leur diète. Cependant, ils s’adonnent également à la chasse au chevreuil, au raton laveur, à l’ours noir et à la tourte, oiseau aujourd’hui disparu. Ils cultivent aussi le tabac à des fins rituelles. Les rôles des hommes et des femmes dans les tribus sont clairement définis : les hommes s’occupent de la chasse et des activités guerrières tandis que les femmes se consacrent à l’agriculture et à l’aménagement de leur habitat. Ils fabriquent des poteries dont on découvre encore les vestiges. Ils vivent dans des maisons longues, comme la plupart des tribus iroquoiennes, et habitent des villages fortifiés, situés dans des endroits facilement défendables. Cela leur est utile, puisque contrairement à ce que leur nom semble indiquer, les Neutres sont agressifs et souvent en guerre. Leur neutralité, remarquée par Samuel de Champlain, s’appliquait seulement envers les Hurons et les Iroquois. Champlain leur a donc donné un nom qui est, finalement, un peu trompeur.

## Les missionnaires chez les Neutres
En 1639, deux missionnaires français, Jean de Brébeuf et Pierre-Joseph-Marie Chaumonot, tentent d’aller évangéliser les Neutres, sachant qu’ils vont à l’encontre d’une volonté exprimée de longue date par les tribus huronnes. Cette volonté est manifestée par une grande méfiance des Hurons envers les missionnaires français qui tentent de les convertir. Brébeuf et Chaumonot se sont ainsi rendus dans plusieurs villages neutres afin de prêcher la bonne parole, mais peu à peu la méfiance des Hurons exprimée auparavant refait surface. De plus, les Hurons ne veulent pas avoir de concurrence avec les Neutres sur le plan commercial, parce qu’ils craignent que ces autochtones signent un traité avec les missionnaires et qu’ils commencent à commercer. Les Neutres sont alors victimes de propagande par les Hurons. Ils apprennent de ceux-ci que les missionnaires utiliseraient la sorcellerie et qu’ils espéreraient tuer tous les habitants du pays des Neutres. Cette propagande se répand peu à peu et les missionnaires sont finalement chassés par les autochtones bernés, en dépit de leurs efforts pour faire comprendre à ceux-ci qu’ils ne sont pas de véritables sorciers et qu’ils n’en veulent pas aux Neutres. Par la suite, les relations de ces autochtones avec les missionnaires ont souvent été plus tendues à cause de cet incident, si bien qu’en 1646, ils ne reçoivent plus de visites des missionnaires. En revanche, quelques Neutres vont leur rendre visite de temps à autre, mais sans plus,.

## La chute des Neutres
Les contacts entre les Européens et les Neutres ont, depuis leurs débuts, menés à des transferts de microbes. Ces autochtones, n’ayant pas le même système immunitaire que les Européens, ont été victimes des ravages de plusieurs virus et bactéries pathogènes, puisqu’ils n'avaient pas la résistance aux microbes acquise par les Européens. Ceci étant dit, on observe et analyse les répercussions de ces maladies seulement vers 1630. On remarque une énorme chute démographique pour l’ensemble de la population autochtone, de l’ordre d’une réduction estimée à 86 % pour les années 1616-1619 et 1633-1639. On devine aussi que cette réduction est semblable pour le peuple des Neutres seulement, puisqu’ils sont souvent en contact avec les missionnaires européens. Ces missionnaires sont à même de constater les ravages causés par les épidémies. En effet, en 1663, ils écrivent :

« La petite verolle qui est la peste des Américains, a fait de grands degasts dans leurs Bourgades, & a enlevé autre grand nombre de femmes & d’enfants, des hommes en quantité : De sorte que leurs Bourgs se trouvent presque deserts & leurs champs ne sont qu’à demy cultivez. »

Aussi, les Neutres sont en guerre avec les Cinq-Nations, et en 1651, ils subissent un puissant affront faisant quelque 2 000 morts. À la suite de ces événements tragiques, les Neutres, considérablement fragmentés, s’intègrent à d’autres nations iroquoiennes et finissent par perdre leur identité en tant que Neutres, au fil des générations. On recense aussi qu’il ne reste qu’environ 370 autochtones à sang pur des 40 000 Pétuns, Neutres et Hurons en 1892,.